# Милчани
Милчаните (на горнолужишки: Milčenjo; на долнолужишки: Milcany; на немски: Milzener) са западнославянско племе, част от племенния съюз на лужишките сърби. Населяват земи по горните течения на реките Спревя и Ниса, с главно селище град Будишин в днешната историко-географска област Горна Лужица, СИ Германия.
Те са предци на съвременния западнославянски народ лужишки сърби (лужичани).
През 928 година Милчаните плащат данък на източнофранкския крал Хайнрих I Птицелов. В 1018 година земите им (Милско) са предадени от император Хайнрих II на Полша. През 1031 година Милско е върнато в границите на германското кралство от император Конрад II.